# Asteroid-a-Geddon
Pour plus de détails, voir Fiche technique et Distribution.
Asteroid-a-Geddon est un film d'action et de science-fiction américain écrit et réalisé par Geoff Meed, sorti en 2020. Il met en vedettes dans les rôles principaux Eric Roberts, Jennifer Lee Wiggins et Craig Gellis.

## Distribution
- Eric Roberts : Général Quinn
- Veronika Issa : Alexandra Svoboda
- Jennifer Lee Wiggins : Himari
- Craig Gellis : Malachi
- Terry Woodberry : Président Pleasance
- D'Artagnan Woods : Roland
- Isaac J. Cruz : Hugo
- Gigi Gustin : Elaine
- Juliana Destefano : Laura[2].
- Zachary Chicos : Turgenev
- Regina McKee Redwing : Déléguée du Nigeria
- Rick Williamson : Nikola Svoboda
- Shawn C. Phillips : Trey
- Poniac Quont : Steve[3].

## Production
Le tournage a eu lieu en Californie, aux États-Unis. Le film est sorti le 23 octobre 2020 aux États-Unis, son pays d’origine.